# Allura Zamarripa
Allura Zamarripa (* 15. August 2002 auf Hawaii) ist eine US-amerikanische Tennisspielerin. Ihre fünf Minuten jüngere Zwillingsschwester Maribella spielt ebenfalls Tennis.

## Karriere
Allura Zamarripa ist seit 2018 Profi und spielte bisher ausschließlich Turniere der ITF Women’s World Tennis Tour, auf der sie schon einen Einzel- und mit ihrer Schwester Maribella neun Doppeltitel gewann.

## Turniersiege

### Einzel
| Nr. | Datum            | Turnier | Kategorie   | Belag | Finalgegnerin           | Ergebnis |
| --- | ---------------- | ------- | ----------- | ----- | ----------------------- | -------- |
| 1.  | 8. Dezember 2018 | Bogotá  | ITF $15.000 | Sand  | Andrea Renee Villarreal | 6:3, 6:3 |

### Doppel
| Nr. | Datum            | Turnier       | Kategorie   | Belag     | Partnerin           | Finalgegnerinnen                                     | Ergebnis          |
| --- | ---------------- | ------------- | ----------- | --------- | ------------------- | ---------------------------------------------------- | ----------------- |
| 1.  | 7. Dezember 2018 | Bogotá        | ITF $15.000 | Sand      | Maribella Zamarripa | María Paulina Pérez García Paula Andrea Pérez García | 7:5, 6:4          |
| 2.  | 16. Juni 2019    | Wesley Chapel | ITF $15.000 | Sand      | Maribella Zamarripa | Kylie Collins Sofia Sewing                           | 3:6, 6:4, [13:11] |
| 3.  | 22. Juni 2019    | Orlando       | ITF $15.000 | Sand      | Maribella Zamarripa | Kimmi Hance Ahlyn Krueger                            | 6:3, 6:1          |
| 4.  | 1. November 2020 | Tyler         | ITF $80.000 | Hartplatz | Maribella Zamarripa | Paula Kania-Choduń Katarzyna Piter                   | 6:3, 5:7, [11:9]  |
| 5.  | 25. Juni 2022    | Wichita       | ITF W25     | Hartplatz | Maribella Zamarripa | Carolyn Ansari Ariana Arseneault                     | 6:4, 6:2          |
| 6.  | 15. Oktober 2022 | Florence      | ITF W25     | Hartplatz | Maribella Zamarripa | Samantha Crawford Clervie Ngounoue                   | 6:3,6:4           |
| 7.  | 27. Januar 2024  | Vero Beach    | ITF W75+H   | Sand      | Maribella Zamarripa | Hailey Baptiste Whitney Osuigwe                      | 6:3, 3:6, [10:4]  |
| 8.  | 11. Januar 2025  | Naples        | ITF W35     | Sand      | Maribella Zamarripa | Julie Belgraver Jasmijn Gimbrère                     | 7:5, 6:1          |
| 9.  | 24. Mai 2025     | Orlando       | ITF W35     | Sand      | Maribella Zamarripa | Jenny Dürst Dasha Plekhanova                         | 6:3, 6:1          |